# 紫苑ゆう
紫苑 ゆう（しおん ゆう、本名：渡辺 奈津子（わたなべ なつこ）、兵庫県神戸市灘区出身、1959年3月25日 - ）は、元宝塚歌劇団星組トップスター、現宝塚音楽学校講師。
身長公称169センチ、血液型O型。宝塚歌劇団時代の愛称はシメ、少女時代からの愛称「ヒメ（姫）」が転じて（本人談）との事。

## 来歴・人物
タクシードライバーの父と大のヅカファンだった母のもと一人っ子として出生。高校時代、演劇部の先輩から借りた『ベルサイユのばら』を読み心酔、それがきっかけで宝塚に興味を持つようになる。
「お芝居とクラシックバレエが好きでもっと勉強したくて」兵庫県立御影高等学校2学年を修了後、宝塚音楽学校受験・合格。
1978年、同校卒業後、64期生として宝塚歌劇団に入団。月組公演『祭りファンタジー／マイ・ラッキー・チャンス』で初舞台を踏む。
1979年、星組に配属。以降、退団まで星組一筋で活躍した。2期上の日向薫と共に正統派男役スターとして人気を集めた。
1982年、『エーゲ海のブルース』ダニエル役（本公演：瀬戸内美八）で新人公演初主演。
1985年、『カール・ハインリッヒの青春』でバウホール初主演。2番手時代から、ドラキュラ伯爵、オスカル等さまざまな役を演じた。
2番手娘役時代の毬藻えりとは芝居・ショーなどで組み、『蒼いくちづけ』『炎のボレロ』などで名コンビ振りを発揮した。毬藻がトップ娘役に昇格後は、日向・毬藻・紫苑で三角関係の設定の芝居になることが多かった。
1992年、星組トップコンビ日向・毬藻の退団に伴い、白城あやかとコンビを組んで星組トップに。『白夜伝説／ワンナイト・ミラージュ』でお披露目。
1993年、新築なった宝塚大劇場のこけら落し公演を任される。しかし同年、主演する予定であった『うたかたの恋／パパラギ～極彩色のアリア』の稽古中にアキレス腱を断裂、左記の大劇場公演と秋の全国ツアー（『秋…冬への前奏曲～コマロフスキー伯爵編』）全日程の休演を余儀なくされた。必死のリハビリで東京宝塚劇場公演では復帰、念願のオーストリア皇太子ルドルフを演じた。
1994年、宝塚歌劇80周年記念の年に、『カサノヴァ・夢のかたみ／ラ・カンタータ！』をもって退団。
千秋楽では「私は宝塚が大好きです。私は宝塚が死ぬほど好きです。私は宝塚を心から愛しています。この気持ちだけは誰にも負けません。どんな時でも、どんな目に遭っても、ただ大好きな宝塚に居る。それだけでいつも本当に幸せでした」とあいさつした。
退団後当初は紫苑本人たっての希望で老人福祉の仕事につき、阪神・淡路大震災などを挟み表舞台から遠ざかっていたが、程なく宝塚音楽学校よりオファーを受け同校演劇講師に就任、次世代のスターを育てている。
私生活では宝塚退団・音楽学校講師職就任を経て独身を通している。

## 宝塚歌劇団時代の主な舞台出演

### 初舞台・星組時代
1978年
- 『祭りファンタジー／マイ・ラッキー・チャンス』〈初舞台〉

1980年
- 『三銃士』〈宝塚テレビロマン〉 アトス

1981年
- 『小さな花がひらいた／ラ・ビ・アン・ローズ』 じっ平／新人公演：菊二（本役：大浦みずき／朝香じゅん）
- 『暁のロンバルディア―愛が甦るとき』〈バウホール〉 シャノン
- 『海鳴りにもののふの詩が／クレッシェンド!』 新人公演：早瀬藤九郎（本役：峰さを理）

1982年
- 『ミル星人パピーの冒険 -ふしぎなペンダント-／魅惑』 新人公演：ジェラール（本役：峰さを理）
- 『忘れじの歌』〈バウホール〉
- 『エーゲ海のブルース／ザ・ストーム』 フレデリク／新人公演：ダニエル（本役：瀬戸内美八） ※新人公演初主演
- 『心中・恋の大和路』〈バウホール〉 庄介

1983年
- 『こぶし咲く春／ラブ・コネクション』 桜井岩之助／新人公演：佐太郎（本役：瀬戸内美八）
- 『オルフェウスの窓』 ジェラール／新人公演：イザーク（本役：瀬戸内美八）
- 『アルジェの男／ザ・ストーム』〈東京公演〉[注 1] フェリックス／新人公演：ジュリアン・クレール（本役：峰さを理）

1984年
- 『祝いまんだら[注 2]／プラスワン』 サゴジョークJr. 他／新人公演：シンディオ 他（本役：峰さを理）
- 『我が愛は山の彼方に／ラブ・エキスプレス』 竜林／新人公演：朴秀民（本役：峰さを理）

1985年
- 『哀しみのコルドバ／ルミエール』 フェリーペ・マルティン大尉
- 『我が愛は山の彼方に／ラブ・エキスプレス』〈地方公演〉 チャムガ
- 『西海に花散れど―平資盛日記抄／ザ・レビューIII―シャンテ・ダンセ・ダムール』[注 3] 平忠房
- 『カール・ハインリッヒの青春』〈バウ主演〉 カール・ハインリッヒ （相手役：花愛望都） ※バウ初主演

1986年
- 『レビュー交響楽』 トニー・バーク
- 『愛のカンタータ―愛に生き、歌に生き』〈バウホール〉[注 4] マリー・ローランサン 他
- 『華麗なるファンタジア／ブギ・ウギ・フォーリーズ』[注 5] ジャン・ジャック伯爵

1987年
- 『紫子／ジュビリー・タイム!』 金井定嗣
- 『蒼いくちづけ―ドラキュラ伯爵の恋』〈バウ主演〉[注 6] ドラキュラ伯爵 （相手役：毬藻えり）
- 『別離の肖像』 ヨルゲン・ペルソン 他

1988年
- 『炎のボレロ／Too Hot!』 ジェラール・クレマン大尉 （相手役：毬藻えり）
- 『華麗なるファンタジア／タカラヅカ・フォーリーズ[注 7]』〈地方公演〉 マクシミリアン男爵
- 『戦争と平和』[注 8] ニコライ・ロストフ （相手役：毬藻えり）

1989年
- 『春の踊り～恋の花歌舞伎～／ディガ・ディガ・ドゥ』 アーサー・キャメロ （役替公演[注 9]）
- 『誓いの首飾り』〈バウ主演〉[注 10] ドミトリー・パーロイッチ・サーニン （相手役：青山雪菜・洲悠花）
- 『ベルサイユのばら・アンドレとオスカル編』〈雪組公演特別出演〉 ハンス・アクセル・フォン・フェルゼン （相手役：仁科有理）
- 『TAKARAZUKA（宝塚をどり賛歌／タカラヅカ・フォーエバー）』〈ニューヨーク公演〉
- 『シャンテ・シャンテ・シャンテ』〈バウ月星合同公演〉

1990年
- 『ベルサイユのばら・フェルゼンとマリーアントワネット編』〈東京公演〉[注 11] オスカル・フランソワ・ド・ジャルジェ
- 『ベルサイユのばら・フェルゼン編』〈花組公演特別出演〉 オスカル・フランソワ・ド・ジャルジェ
- 『メイフラワー／宝塚レビュー'90』 ロバート・トロンプ
- 『シティライト・メロディ』〈バウ主演〉 モーリス （相手役：洲悠花）
- 『アポロンの迷宮／ジーザス・ディアマンテ～夢の王の夢～』 マルセル・ド・モンテスキュー侯爵／夢の王 他

1991年
- 『恋人たちの肖像／ナルシス・ノアール』 クリストフ2世 （相手役：白城あやか）
- 『グランサッソの百合』〈バウ主演〉[注 12] アントニオ・ルチアーノ （相手役：白城あやか）
- 『紫禁城の落日』 愛新覚羅溥傑 （相手役：白城あやか）

### 星組トップ時代
1992年
- 『白夜伝説／ワンナイト・ミラージュ』〈トップお披露目公演〉 オーディン （以降の相手役はすべて白城あやか）

1993年
- 『宝寿頌／PARFUM DE PARIS』〈新宝塚大劇場こけら落とし公演〉
- 『うたかたの恋／パパラギ―極彩色のアリア』〈東京公演〉[注 13] ルドルフ／パパラギ
- 『ラ・トルメンタ～愛の嵐～』〈バウ主演〉[注 14] ベルナルド・カルデナス

1994年
- 『若き日の唄は忘れじ／ジャンプ・オリエント!』 牧文四郎
- 『うたかたの恋／パパラギ―極彩色のアリア』〈地方公演〉 ルドルフ／パパラギ
- 『カサノヴァ・夢のかたみ／ラ・カンタータ![注 15] 』〈退団公演〉 ジャコモ・カサノヴァ
- 『Shion～愛の祈り～』〈バウリサイタル〉[注 16] シオン

## エピソード
- 役の上で軍服を着ることが多かったため、自らを「軍人専科」と称していた[注 17]。

## 出版物

### ビデオ&DVD
- 宝塚歌劇団本公演
  - 『紫禁城の落日』[注 18]
- ディナーショー
  - 『Wonderful Night』（1990年） 共演：洲悠花・花愛望都
  - 『パリ・クルセイダー』（1991年） 共演：美々杏里・安城ありさ・飛鳥井まり
  - 『Just in Time』（1992年） 共演：毬藻えり・羽衣蘭・乙原愛・朋舞花
  - 『ジュテーム・春』（1993年） 共演：白城あやか
- 宝塚歌劇団音楽祭・その他
  - 『'86TMP音楽祭~ ザッツ・ムービー！』（1986年）
  - 『'87TMP音楽祭 ラ・シャンソン』（1987年）
  - 『'88TMP音楽祭 永遠のポップス』（1988年）
  - 『'89TMP音楽祭 ザッツ・ムービーII』（1989年）
  - 『'90TMP音楽祭 サウンド・イン・ビッグ・シティ』（1990年）
  - 『'91TMP音楽祭 エスノ・ポップス』（1991年）
  - 『'92TMP音楽祭 SONGS IN YOUR HEART』（1992年）
  - 『'93TMP音楽祭 青春フォーエバー！』（1993年）
  - 『TMPスペシャル 夢まつり宝塚'94』（1994年）
  - 『アデュー大劇場』（1993年）
  - 『宝塚歌劇80周年記念式典・夢を描いて華やかに』（1994年）※『ラ・カンタータ！』も収録。
  - 『宝塚歌劇80周年記念・大運動会』（1994年）
- 宝塚歌劇団退団記念
  - 『Shion～愛の祈り～』（1994年）バウホールリサイタル実況
  - 『Golden Days・輝ける日々』（1994年）宝塚大劇場さよならショー＆名場面集
- 宝塚歌劇団退団後
  - 『紫苑ゆう First＆Last Recital』（2000年）
  - 『吉崎憲治 オリジナルコンサート TAKARAZUKA FOREVER』（2003年）
  - 『百年への道』（2009年）

### LP&CD
- 『宝塚 青春のアルバムIII 日向薫・紫苑ゆう』LP（1986年）
- 『タカラジェンヌのCHRISTMAS』（1991年）
- 『LEGEND～紫苑伝説～』CD（1994年）思い出の舞台、さよならショー等 収録
- 『Shine Away〜光の中で〜』CD（1994年）退団記念アルバム 
  - いそしぎの海
  - エル・アモール (「哀しみのコルドバ」)
  - サムホェア
  - 心はいつも
  - ファントム・オブ・ジ・オペラ(「オペラ座の怪人」)
  - ワン・リトル・ジュエリー
  - 光の中で
  - 愛の嵐
  - 黒きばら
  - 新しく生きる時
  - フォー・フレンズ
  - 命よ

≪舞台実況LP≫
- 『炎のボレロ／TOO HOT!』

≪舞台実況CD≫
- 『戦争と平和』
- 『春の踊り～恋の花歌舞伎～／ディガ・ディガ・ドゥ』
- 『誓いの首飾り』
- 『ベルサイユのばら・アンドレとオスカル編』
- 『シャンテ・シャンテ・シャンテ』
- 『メイフラワー／宝塚レビュー'90』
- 『シティライト・メロディ』
- 『アポロンの迷宮／ジーザス・ディアマンテ～夢の王の夢～』
- 『恋人たちの肖像／ナルシス・ノアール』
- 『グランサッソの百合』
- 『紫禁城の落日』
- 『白夜伝説／ワンナイト・ミラージュ』
- 『宝寿頌／PARFUM DE PARIS』
- 『うたかたの恋／パパラギ―極彩色のアリア』〈東京公演・紫苑バージョン〉[注 19]
- 『若き日の唄は忘れじ／ジャンプ・オリエント！』
- 『カサノヴァ・夢のかたみ／ラ・カンタータ！』
- 『Shion～愛の祈り～』

### 配信
- 配信deタカラヅカ Dinner Show Collection ～紫苑ゆう～

### 写真集&著書
- 『フォーサム臨時増刊 紫苑ゆう写真集 SHION A PHOTOGRAPH COLLECTION』（1991年）
- 『紫苑ゆう サヨナラ写真集』（1994年）
- 『マイ・デコレイション』（1994年） 本人によるエッセイ

## 宝塚歌劇団退団後の出演（舞台・コンサート等）
- 1999年12月4日、宝塚大劇場において阪神・淡路大震災のチャリティー公演として『紫苑ゆう First & Last リサイタル』を開催。共演は白城あやか。
- 2000年からは、毎年11月に『再会』と銘打ったディナーショーを行なっている。（2020年、2021年は新型コロナウイルス感染拡大により中止。）
- 2003年10月10日、『吉崎憲治オリジナルコンサート TAKARAZUKA FOREVER』に出演。
- 2009年6月15日、『宝塚歌劇95周年記念・「歌劇」通巻1000号記念スペシャル「百年への道」』に出演。
- 2009年10月30日～11月3日、宝塚バウホールにおいて『再会』10周年を記念して『紫苑ゆうリサイタル True Love』を開催。
- 2010年7月23日、『没後10周年記念 寺田瀧雄メモリアルコンサート～歌い継がれて～』に出演。
- 2010年11月、集英社より発売された『ベルサイユのばらカルタ』の読み札CDを担当。
- 2011年1～2月、『TAKARAZUKA WAY TO 100th ANNIVERSARY DREAM TRAIL ～宝塚伝説～』にゲスト出演。
- 2011年10月2日、阪急三番街にて『ベルサイユのばら展 池田理代子×紫苑ゆうトークショー』に出演。
- 2012年2月25日、宝塚文化創造館にて『岡田敬二×紫苑ゆう 華麗なるロマンチック・レビューの世界』にゲスト出演。
- 2012年5月12日、西武ドームにて『第14回国際バラとガーデニングショウ』にゲスト出演。（池田理代子とのトークショー）
- 2012年5月26日、京成バラ園にて「ベルばらのテラス」オープニングイベントにゲスト出演。（池田理代子とのトークショー）
- 2012年11月16日～21日、東急シアターオーブ／11月27日・28日・12月3日、梅田芸術劇場にて『エリザベート スペシャル ガラ・コンサート』にトート役で特別出演。[注 20]
- 2013年3月17日、『東京會舘創業90周年記念・鈴木治彦スペシャルトーク 愛する宝塚よ永遠なれ』にゲスト出演。
- 2013年7月17日、宝塚大劇場にて開催される『宝塚音楽学校創立100周年式典』のトークコーナーに参加。
- 2013年9月28日、横浜・関内ホールにて『ガン撲滅チャリティー・コンサート サザンアミ・シャンソンコンサート』にゲスト出演。[注 21]
- 2013年10月15日・21日、東急シアターオーブ／11月2日・10日・12日、梅田芸術劇場にて『～TAKARAZUKA WAY TO 100th ANNIVERSARY FINAL～ DREAM, A DREAM』にゲスト出演。
- 2014年4月4日・6日、宝塚大劇場にて『～宝塚歌劇100周年夢の祭典～ 時を奏でるスミレの花たち』に出演。
  - 4日には白城あやかと共に『うたかたの恋』の主題歌を、6日には『ラ・カンタータ！』より「熱愛のボレロ」を熱唱した。
- 2014年5月31日・6月1日、東京青山劇場／6月29日、大阪梅田芸術劇場にて『セレブレーション 100！ 宝塚～この愛よ永遠に～』にゲスト出演。
- 2014年9月13日、宝塚ホテルにて池田理代子とのトークショーに出演催。
- 2014年10月11日・12日、宝塚ホテル・宝寿の間にて『退団20周年記念ディナーショー ～Forever Love～』を開催。スペシャルゲスト：大鳥れい
- 2015年5月31日、大阪大丸心斎橋劇場にて真琴つばさのトーク＆ライブツアー第三弾『X-TALK』にゲスト出演。
- 2015年7月12日、宝塚文化創造館にて『歌劇シンポジウム ロマンチック・レビューの世界』にゲスト出演。
- 2015年9月19日～21日、東京国際フォーラム／10月3日～5日、梅田芸術劇場にて梅田芸術劇場10周年記念公演『Super Gift！』にゲスト出演。
- 2016年5月21日、宝塚ホテルにてお茶会『逢会』を開催。（以降、2019年まで同時期に開催。2020～2022年は新型コロナウイルス感染拡大により中止。）
- 2016年10月2日、いたみホール（伊丹市文化会館）にて『入江薫メモリアルコンサート』に出演。
- 2019年1月27日～2月9日、東京国際フォーラム／2月16日～24日、梅田芸術劇場にて『ベルサイユのばら45～45年の軌跡、そして未来へ～』に出演。
- 2019年6月1日～6月2日、梅田芸術劇場にて『吉崎憲治＆岡田敬二 ロマンチックコンサート』に出演。
- 2019年10月22日、グランフロント大阪 ナレッジシアターにて『湖月わたる芸能生活30周年記念公演Vol.2 Song & Dance』にゲスト出演。
- 2020年1月18日・19日、宝塚ホテル移転前のフェアウェルイベントとしてディナーショー『FOREVER LOVE』を開催。スペシャルゲスト：白城あやか
- 2022年6月12日、エスタシオン・デ・神戸にて『燁明 ERI YO Birthday Show 2022』にサプライズゲストとして出演。
- 2022年7月22日、宝塚バウホールにて『峰さを理 追悼チャリティコンサート 愛の旅立ち』に出演。（7月23日、宝塚バウホール／7月29日、日本青年館ホールの公演は、新型コロナウイルスの影響により中止。）
- 2022年12月7日、阪急梅田ホールにて『誕生50周年 ベルサイユのばら展 記念トーク ～いつも心にオスカルを～』に出演。
- 2023年3月20日・21日、宝塚バウホール／3月27日、東京宝塚劇場にて『峰さを理 追悼チャリティコンサート 愛の旅立ち（再演）』に出演。
- 2023年12月21日、ホテル阪急インターナショナルにて『和央ようか35th アニバーサリーディナーショー YOKA WAO’s Holiday Spectacular2023 featuring Frank Wildhorn』にゲスト出演。
- 2024年5月14日・15日・18日・19日、梅田芸術劇場メインホール／6月1日～3日・8日・9日、東京建物Brillia HALLにて『ベルサイユのばら50 ～半世紀の軌跡～』に出演。
- 2024年12月23日、ホテル椿山荘東京にて、真矢ミキディナーショー『Miki Maya X'mas Dinner Show 2024 You are my destiny』にゲスト出演。「ケアレス・ウィスパー」「闇が広がる（エリザベート -愛と死の輪舞-）」をデュエット。
- 2025年5月9日・10日、ホテル阪急インターナショナル・紫苑の間にて、ディナーショー『Eternity』を開催。構成・演出：岡田敬二、ゲスト：白城あやか

## 演技指導
※渡辺奈津子として
- 2005年4～5月『さすらいの果てに』〈宝塚バウホール・雪組公演〉主演：壮一帆／音月桂
- 2008年4～5月『ANNA KARENINA』〈宝塚バウホール・星組公演〉主演：夢乃聖夏／麻尋しゅん
- 2012年3月『天使のはしご』〈宝塚バウホール・星組公演〉主演：涼紫央
- 2012年4～5月『華やかなりし日々／クライマックス』〈宝塚大劇場・宙組公演〉98期生初舞台口上指導

## 出演

### テレビ
宝塚時代
- タカラヅカ花の指定席（関西テレビ）
- 一枚の写真（1988年、フジテレビ）
- クイズダービー（1990年、TBSテレビ）
- 料理天国（1992年、TBS）
- 象印クイズヒントでピント（テレビ朝日）
- もっと過激にパラダイス（NHK BS2）
- 日曜ビッグスペシャル / 女の城 誰も知らないタカラヅカ裏舞台（1993年2月7日、テレビ東京）
- ドキュメント Dash Dash（1993年、TBSテレビ） 長期休演後の復帰作・東京公演『うたかたの恋』が取り上げられた。

宝塚退団後
- 101年目のタカラヅカ～美しく進化する女たち～（2015年、フジテレビ・関西テレビ）
- 『夢の音楽会』（2024年、タカラヅカ・スカイ・ステージ）凪七瑠海と共演。

### ラジオ
宝塚時代
- オー!マイアイドル（ラジオ大阪）
- ビバ!タカラジェンヌ（ラジオ関西）

宝塚退団後
- 今日は一日○○三昧「今日は一日“タカラヅカ”三昧」（2009年12月23日、NHK-FM）